# Alexandr Bastrykin
Alexandr Ivanovič Bastrykin (rusky Александр Иванович Бастрыкин, * 27. srpen 1953, Pskov) je od 21. ledna 2011 předseda Vyšetřovacího výboru Ruské federace. Předtím byl prvním náměstkem generálního prokurátora Ruské federace a předsedou Vyšetřovacího výboru úřadu generálního prokurátora.

## Biografie
Je absolventem Leningradské státní univerzity. Studium tam ukončil v roce 1975 a jeho spolužákem na univerzitě byl pozdější ruský prezident a premiér Vladimir Putin.
V červenci 2012 jej veřejně obvinil politický aktivista Alexej Navalnyj, že má utajené vazby na Českou republiku, kde prý mimo jiné tajně podniká, což se neslučuje s tím, že má přístup ke státním tajemstvím. Bastrykin obvinění odmítl a vysvětlil, že v České republice sice koupil byt, ale před nástupem do státní správy, a tento byt přenechal bývalé manželce. O pár dní později obvinil Bastrykinův úřad Alexeje Navalného ze zpronevěry.
Vládní administrativa prezidenta USA Baracka Obamy zařadila Bastrykina na seznam osob, na které jsou uvaleny finanční a vízové sankce pro spoluvinu v případě umučení a nedostatečného vyšetření smrti Sergeje Magnitského. Bastrykin také jako předseda Vyšetřovacího výboru úřadu generálního prokurátora bránil důkladnému vyšetření vraždy Borise Němcova, když nedovolil vyslechnout jednoho z organizátorů vraždy, majora Ruského ministerstva vnitra Ruslana Geremejeva. Ten byl zařazen na černou listinu osob sankcionovaných podle Magnitského zákona v květnu 2019.